# زاکار باشینجاقیان

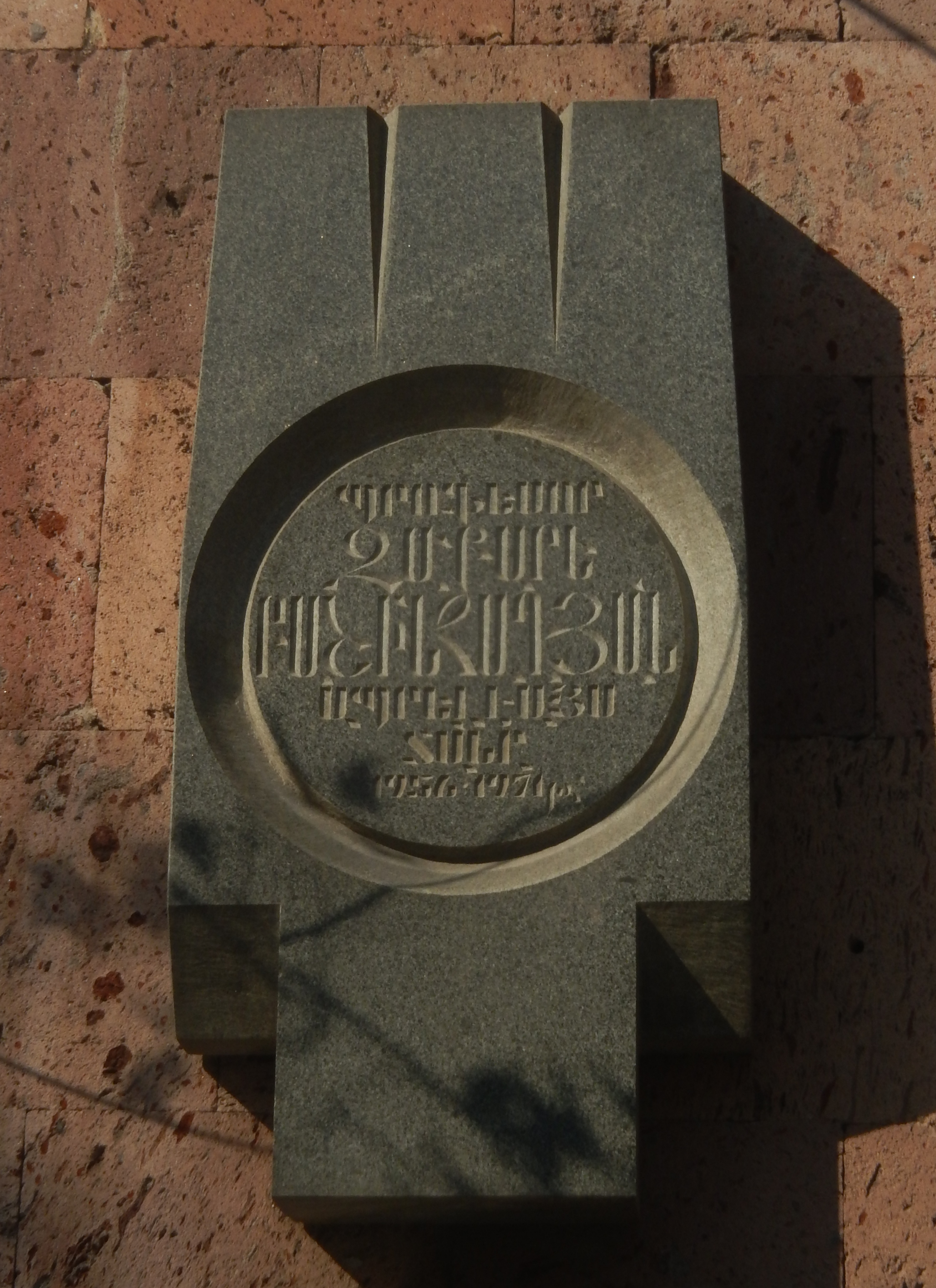

زاکار گئورگی باشینجافیان (ارمنی: Զաքար Գևորգի Բաշինջաղյան؛  زادهٔ ۲۶ مهٔ ۱۸۹۵ - درگذشته ۲ مارس ۱۹۷۱) یک اقتصاددان و استاد اهل ارمنستان بود.

## زندگی‌نامه
در ۷ ژوئن [سبک قدیمی: ۲۶ مه] ۱۸۹۵ در تفلیس به دنیا آمد و از دانشکده حقوق دانشگاه دولتی سن پترزبورگ (۱۹۱۷)، دانشگاه فنی گرجستان (۱۹۲۳) و انجمن استادهای سرخ (۱۹۳۳) فارغ‌التحصیل شد. گوروگ باشینجاقیان پدر و لوون برادر وی بودند. وی در دانشگاه دولتی ایروان، انجمن همکاری فرهنگی ارمنستان با کشورهای خارجی و دانشگاه دولتی زبان‌ها و علوم اجتماعی بروسوف ایروان فعالیت می‌کرد.  وی همچنین برنده دانشمند شایسته ارمنستان شوروی (۱۹۵۶) و نشان لنین شده است. وی در ۲ مارس ۱۹۷۱ در سن ۷۵ سالگی در ایروان درگذشت.

## یادداشت
1. ↑  Սանկտ Պետերբուրգի համալսարանի իրավաբանական ֆակուլտետ